# شارع (اسم)
شَارِع هو أسم علم مذكر من أصل عربي,ومعناة هو البادئ في الشي والذي يسن الشريعة, والطريق.